# بات أوكونيل
بات أوكونيل (بالإنجليزية: Pat O'Connell)‏ هو مدير فني ولاعب كرة قدم بريطاني في مركز نصف الجناح، ولد في 13 سبتمبر 1937 في كنزينغتون في المملكة المتحدة. لعب مع كريستال بالاس ونادي فولهام.